# Akwarium

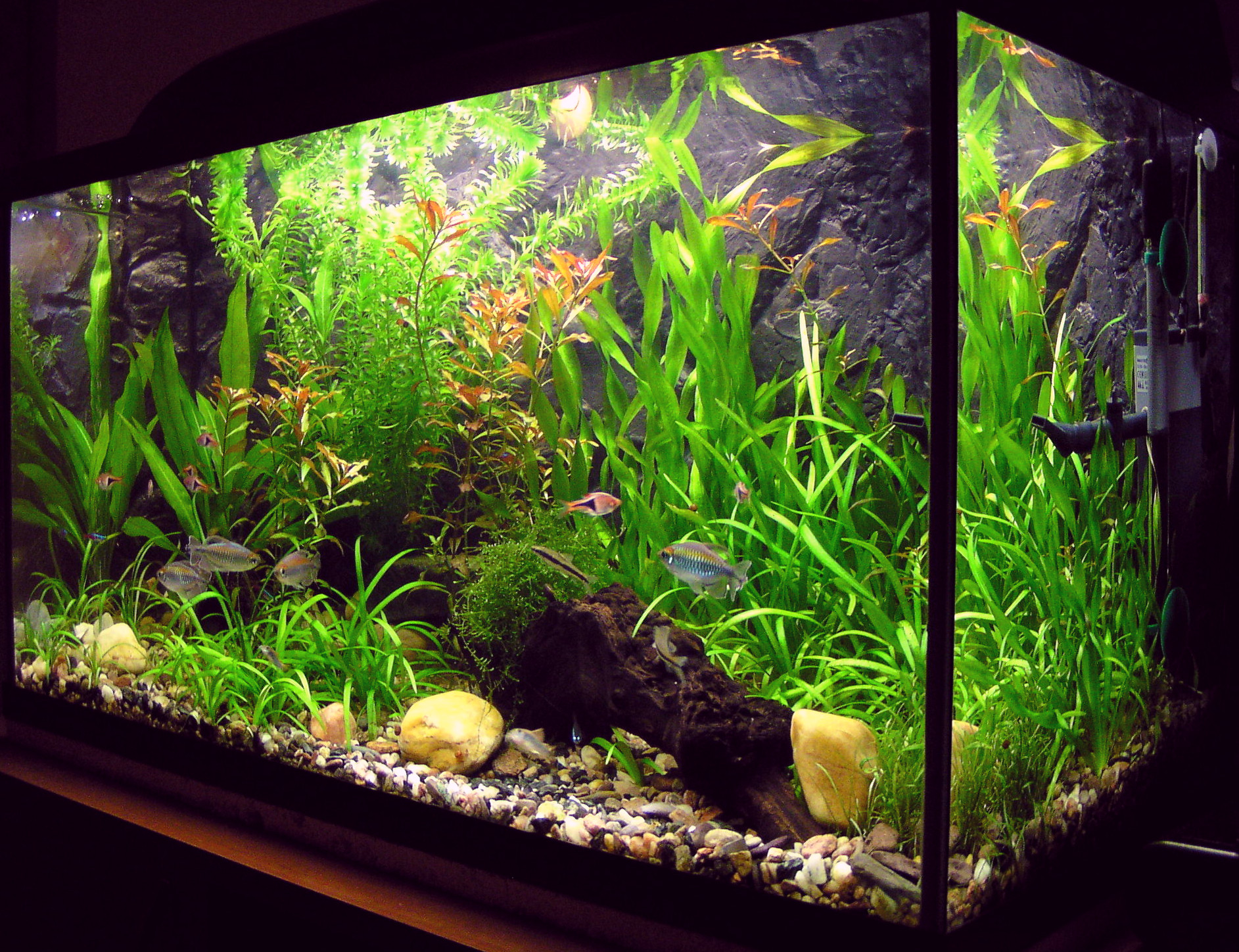
Domowe akwarium wielogatunkowe

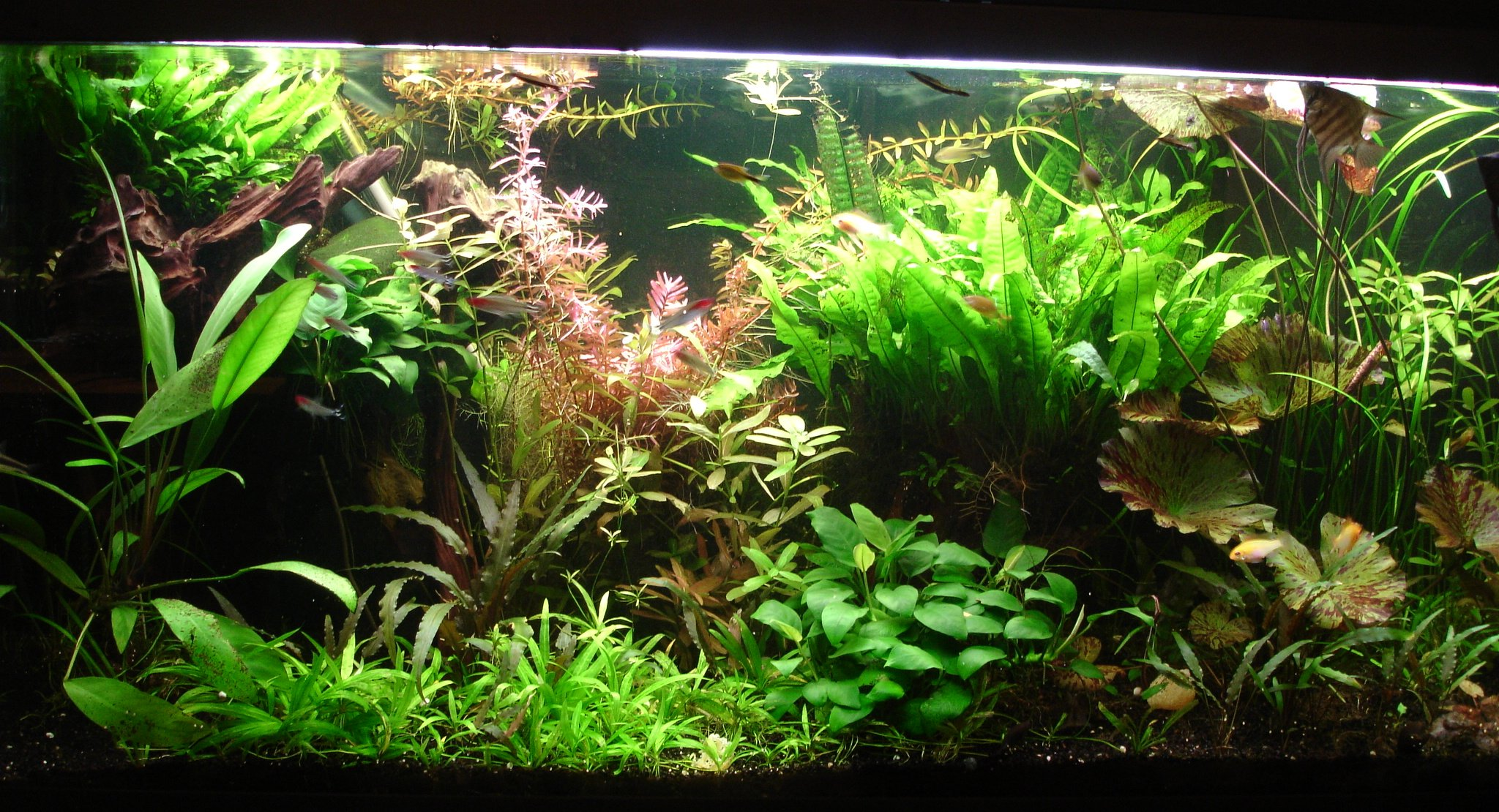
Akwarium holenderskie

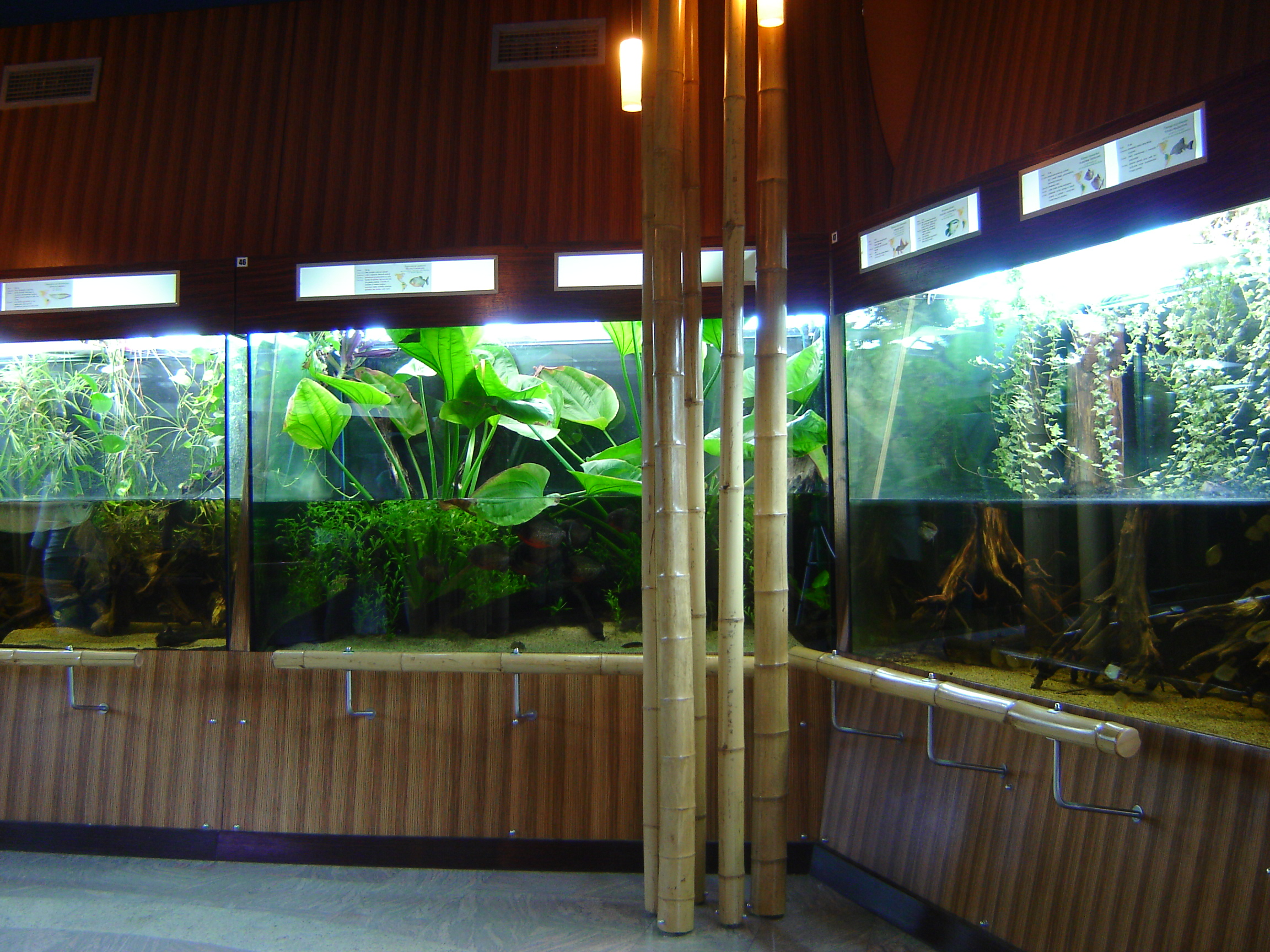
Publiczne Akwarium Gdyńskie

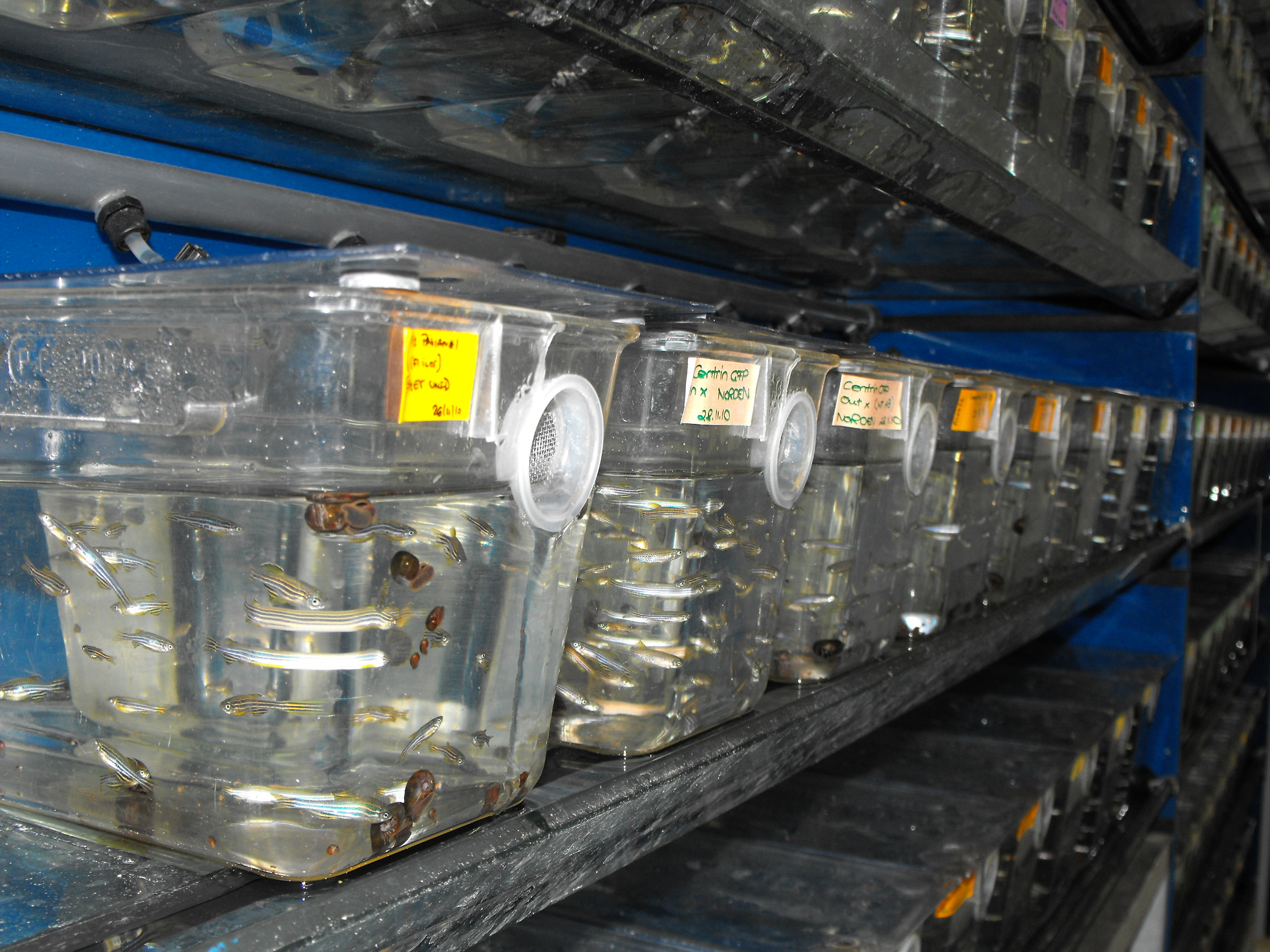
Akwaria do hodowli danio pręgowanego na potrzeby naukowe Instytutu Maxa Plancka w Dreźnie

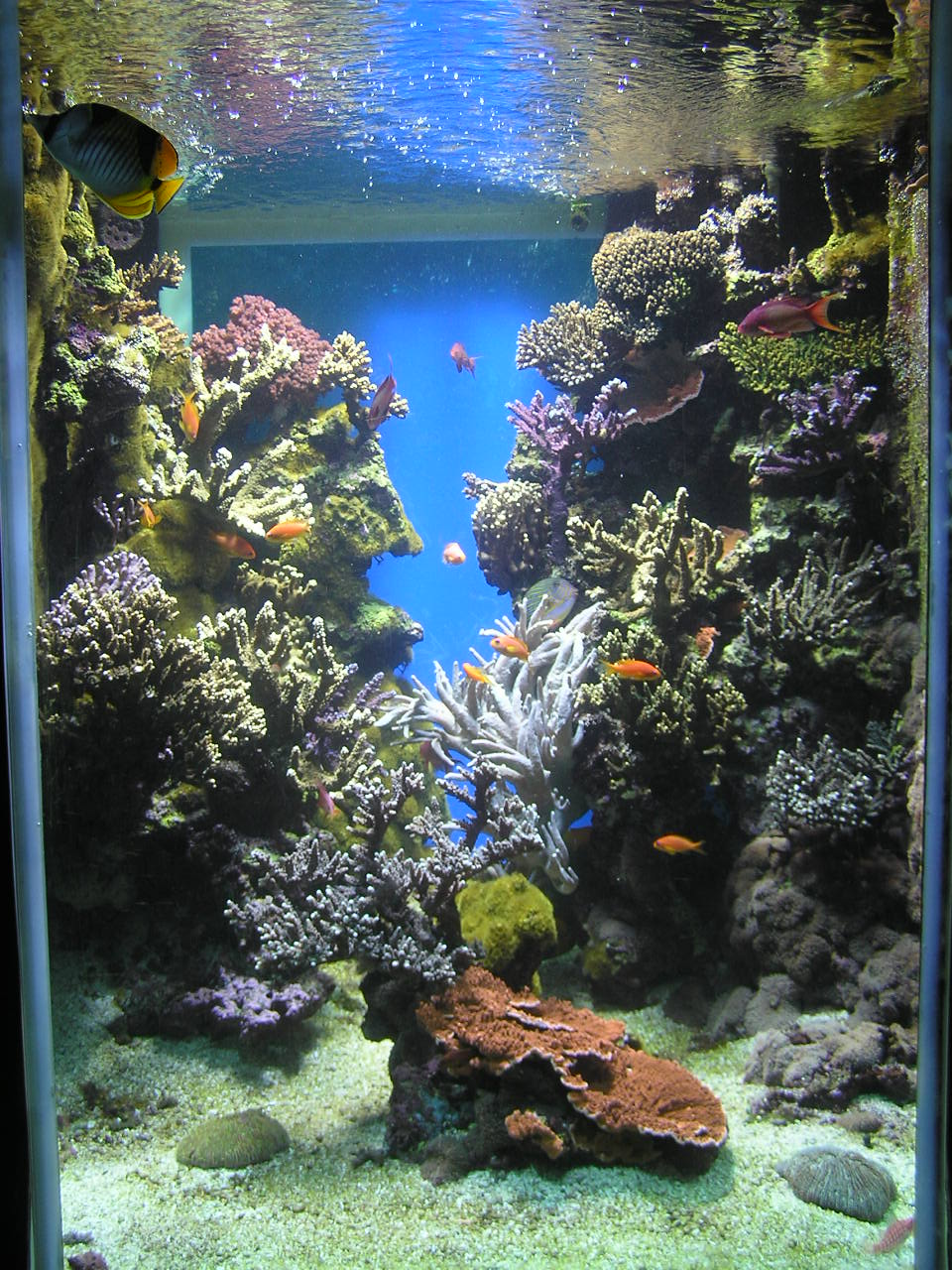
Akwarium morskie

Akwarium (łac. aquarium, „naczynie na wodę”) – sztuczny zbiornik wodny o zróżnicowanych rozmiarach i kształtach, z co najmniej jedną ścianą z materiału przezroczystego, zwykle ze szkła, służący do hodowli oraz prezentacji organizmów żyjących w środowisku słodko- lub słonowodnym.
Określenie „akwarium” jest także stosowane w odniesieniu do wycinka zawartego w takim zbiorniku środowiska wodnego obejmującego organizmy wodne, utrzymywanego w stanie trwałej równowagi parametrów fizykochemicznych i biologicznych.
W innym znaczeniu termin „akwarium” jest używany w odniesieniu do budynku instytucji zajmującej się utrzymywaniem takich zbiorników w celu publicznej prezentacji okazów flory i fauny wodnej lub dla celów badawczych. Definicja ta, oprócz samego budynku, obejmuje również placówki (zakłady, instytucje i ich filie) lub obiekty pełniące taką funkcję.

## Rys historyczny
Początki akwarystyki przypisywane są Sumerom, około 2500 lat p.n.e. Zapisy o hodowaniu ryb znane są również ze starożytnego Egiptu i Asyrii. Fascynacja hodowlą ryb w akwarium zaczęła się od hodowli złotych rybek umieszczonych wewnątrz szklanej wazy. Terminu „akwarium” użył po raz pierwszy angielski przyrodnik Philip Henry Gosse w 1853. Pierwszy artykuł związany z akwarystyką i samym akwarium ukazał się w roku 1856 na stronach tygodnika „Gartenlaube”. W magazynie tym niemiecki biolog Emil Adolf Rossmässler opublikował artykuł pt. Jezioro w szkle. W Polsce akwarium stało się popularne w połowie XIX wieku.

## Typy akwariów
W zależności od przeznaczenia wyróżniane są:
- akwaria domowe – używane w celach hobbystycznych, dekoracyjnych
- akwaria badawcze – używane w celach naukowych
- akwaria publiczne – używane w celach pokazowych.

Ze względu na zastosowany materiał i technikę wykonania wyróżnia się:
- odlewane w całości ze szkła (szklane wazy, kule)
- akwarium ramowe (metalowe, aluminiowe)
- z przezroczystego tworzywa sztucznego
- akwarium klejone

W zależności od pełnionej funkcji lub innych kryteriów (np. obsady roślin i zwierząt, parametrów wody lub imitowanego biotopu) akwaria dzielone są m.in. na:
- słodkowodne
- morskie
- regionalne
- biotopowe
- zimnowodne
- ciepłowodne
- gatunkowe
- wielogatunkowe
- hodowlane (tarliskowe, lęgowe)
- kwarantannowe – do okresowego odosobnienia ryb
- zabiegowe – do celów leczniczych
- holenderskie (roślinne)
- low-tech

## Zbiornik
Najpopularniejszym współcześnie rodzajem jest szklane akwarium klejone, które wyparło zbiorniki ramowe. W większych akwariach (powyżej 100 cm długości) dla wzmocnienia stosowane są listwy wzmacniające. Przy budowie akwariów klejonych najczęściej wykorzystywane jest szkło typu float, ze względu na prawie idealnie gładką powierzchnię, brak zniekształceń i wad optycznych.

## Wyposażenie akwarium

### Wyposażenie podstawowe
- oświetlenie – światło jest wykorzystywane przez rośliny do fotosyntezy, reguluje procesy życiowe ryb
- grzałka akwarystyczna – wymagana dla akwariów, gdzie hodowane są organizmy wymagające wyższej temperatury. Stosuje się grzałki z wbudowanym termostatem lub bez niego o różnej mocy w zależności od pojemności akwarium.
- termostat – urządzenie utrzymujące temperaturę wody na żądanym poziomie
- filtr akwarystyczny – w celu usunięcia niepożądanych składników, dla poprawienia jakości i klarowności wody
- napowietrzacz (brzęczyk) – wprawiający wodę w ruch w celu uzupełnienia ubytków tlenowych, oraz dla efektów wizualnych.
- termometr – przyrząd do pomiaru temperatury
- karmnik – na pokarm żywy i suchy.

### Wyposażenie pomocnicze
- siatka akwarystyczna – do odławiania ryb
- pinceta (pęseta) – do podawania pokarmu, jak i do obsadzania delikatnych roślin
- fajka akwarystyczna – przyrząd do odławiania szczególnie delikatnych ryb lub innych delikatnych organizmów
- czyścik do szyb – tradycyjny lub magnetyczny
- komplet sitek (o różnych wielkościach oczek) – do sortowania pokarmu
- kotnik – do rozmnażania i przechowywania narybku ryb żyworodnych
- wąż plastikowy lub gumowy – do spuszczania i nalewania wody, także do ściągania osadu z dna
- odmulacz – przyrząd do usuwania resztek i osadów z dna zbiornika
- pułapka na ślimaki
- preparaty wspomagające – lekarstwa, odczynniki do testowania parametrów wody, uzdatniacze, nawozy
- pH-metr – do mierzenia odczynu wody
- przyssawki – do podtrzymywania termometru, grzałek, przewodów, filtrów